# C*O
C*O eller CxO är en akronym för engelskans chief ... officer som betecknar flera personer på direktörsnivån (senior management och senior executives), till exempel CEO, COO, CIO, CTO, CSO, CFO, CCO och CDO. Dessa titlar används mest i USA. I övriga engelskspråkiga länder används titlar med director eller manager, även om viss titelimport från USA förekommer.